# Nicky Byrne
Nicholas Bernard James Adam Byrne, Jr. (Dublin, 9 de outubro de 1978) é um cantor-compositor, apresentador de rádio e televisão, e ex-jogador de futebol irlandês. Byrne é membro do grupo pop irlandês Westlife e o representante da Irlanda no Festival Eurovisão da Canção de 2016.

## Carreira

### Futebol (1995-1997)
Byrne foi um futebolista que jogou no Home Farm FC e no St. Kevin Boys FC, no Norte de Dublin. Em 1995, com 17 anos, ele se tornou um jogador de futebol profissional e entrou para o Leeds United como goleiro. O Leeds United viu que Nicky tinha estatura baixa demais para continuar e o liberou de seu contrato.
Em 1997, ele se inscreveu na Plunkett College e durante este tempo na faculdade, jogou no Shelbourne FC, Cobh Ramblers e no São Francisco FC, que ele gostava até que ele machucou o joelho.

### Música (1998-presente)
Em junho de 1998, Byrne participou de uma audição para uma nova boy band irlandesa, onde ele foi descoberto pelo empresário do Boyzone, Louis Walsh, que se aproximou dele para participar de sua nova empreitada, Westlife. Byrne se juntou ao Westlife juntamente com Kian Egan, Mark Feehily, Shane Filan e Brian McFadden. O nome da banda teve que ser alterado para Westlife depois que se descobriu uma série de bandas que já tinham o nome de Westside.
Byrne revelou na autobiografia Westlife: Our Story que ele queria mudar o nome da banda para West High, mas os outros preferiram Westlife. Seu primeiro álbum com o grupo foi lançado em novembro de 1999 intitulado Westlife. Com Westlife, Byrne teve 14 singles número um  e vendeu 50 milhões de discos no mundo.
Byrne também teve um single número um na Irlanda em 2002, juntamente com a seleção da República da Irlanda e Dustin the Turkey com o hino irlandês da Copa do Mundo da FIFA de 2002, "Here Come The Good Times (Ireland)".

### No rádio e na TV
Nicky narrou o documentário Picture of You dedicado ao ex-membro do Boyzone Stephen Gately, que faleceu em 2009. 
Byrne apresentou várias edições do programa dominical Celebrity Sunday na RTÉ 2fm em 2010 . Ouvintes sintonizavam, de tão distantes como México, Chile, Inglaterra, Escócia, Filipinas e Indonésia. A quarta edição e final do programa, transmitido em 14 de fevereiro de 2010, ficou no top 10 tendência internacional no Twitter.
Em outubro de 2012, Nicky apresentou o reality show da RTÉ Football's Next Star. A série tinha dez jovens candidatos competindo por uma chance de ganhar um lugar com juniores do Celtic Football Club.
Em 2012, ele foi participante do talent show inglês Strictly Come Dancing.
Em maio de 2013, Byrne apresentou os votos irlandeses no Festival Eurovisão da Canção 2013.
Em maio de 2016, Nicky representou a Irlanda no Festival Eurovisão da Canção 2016 com a canção "Sunlight". Ele foi eliminado na semi-final.

## Vida pessoal
Nicky é filho de Yvonne e Nicholas Byrne. Ele tem uma irmã mais velha, Gillian e um irmão mais novo, Adam.
Byrne conheceu Georgina Ahern, filha mais velha do ex-primeiro-ministro irlandês Bertie Ahern, no primeiro ano da escola Pobailscoil Neasáin aos 13 anos. Os dois se casaram em 5 de agosto de 2003 em Wicklow, na Irlanda. A cerimônia civil foi seguida por uma bênção da igreja no dia 9 de agosto na Igreja Católica Romana de St. Pierre et St. Paul em Gallardon, Eure-et-Loir, na França.
Georgina deu à luz os filhos gêmeos, Jay e Rocco, em 20 de abril de 2007, seis semanas antes da data marcada. As crianças foram batizadas em 15 de julho de 2007, na Igreja Católica Romana de Saint Sylvester em Malahide, Dublin.
Pai de Nicky, Nikki Byrne Sr., morreu em 3 de novembro de 2009, de um ataque cardíaco. A turnê promocional do Westlife no Reino Unido foi cancelada e Nicky voou para Dublin para ficar com sua família. Byrne Sr. cantou a tempo parcial na cena cabaré e karaokê de Dublin e foi presenteado com uma moto Harley-Davidson por seu filho em sua sexagésima festa de aniversário do ano antes de sua morte.
Em 29 abril de 2013 Byrne anunciou que ele e sua esposa Georgina estavam esperando seu terceiro filho, e na televisão irlandesa, foi noticiado que o bebê iria nascer na época do Halloween. A filha Gia nasceu em 23 de outubro de 2013.

## Composições
Nicky co-escreveu algumas canções do Westlife junto com os outros integrantes, listando:
- "Nothing Is Impossible"
- "Don't Let Me Go"
- "When You Come Around"
- "Imaginary Diva"
- "Reason For Living"
- "Crying Girl"
- "You Don't Know"
- "Never Knew I Was Losing You"
- "Where We Belong"
- "Singing Forever"
- "I Won't Let You Down"
- "You See Friends (I See Lovers)"
- "I'm Missing Loving You"
- "When It Comes to Love"
- "Closer"
- "Too Hard to Say Goodbye"

## Discografia

### Singles
- "Sunlight" (2016)

## Filmografia

### Aparições na TV
- Strictly Come Dancing (2012)
- Football's Next Star (2012)
- Festival Eurovisão da Canção 2016